# 九州千葉氏
九州千葉氏（きゅうしゅうちばし）は、日本の氏族である。

## 発生
千葉氏の始祖千葉常胤が、鎌倉幕府開府の功績により、源頼朝から肥前国小城郡の地頭に任ぜられ、子孫相伝したが、元寇の際、九州の防衛（異国警固番役）のため下総国より九州に派遣され肥前国に土着した千葉宗胤を祖とし、肥前千葉氏ともいう。宗胤が下総不在の間に弟胤宗に千葉氏宗家の家督を横領され、宗胤の子の胤貞は北朝方の足利尊氏に付き、宮方に付いた胤宗の子の貞胤と家督を争ったものの、貞胤が降伏した直後に自身が病没したため、宗家復帰はならなかった。胤貞の領地の肥前国小城郡、下総国千田荘・八幡荘は胤貞の次男の胤平から三男胤継に継承され、その後肥前国小城郡については猶子（宗胤の次男）の胤泰が継承した。

## 発展と衰退
室町時代に全盛期をむかえた。このころ日本を訪れた李氏朝鮮の使臣・申淑舟の著書『海東諸国記』にも肥前国最大の勢力として千葉氏の名を挙げている。室町時代中期に応仁の乱の余波及び家督争いで、東西を祇園山城（千葉城）と晴気城に両家は二つに分裂したことで勢力は衰退し、東の祇園山（小城之城）に拠った惣領家の東千葉氏（祇園千葉氏）は大内氏と結び、晴気城の庶家西千葉氏（晴気千葉氏）は少弐氏と結んで互いに争った。その後、祇園千葉氏に少弐氏の血を引く胤頼を当主として養子に受け入れ、両千葉家は少弐氏と密接な関係を持つが、胤頼は西千葉家・千葉介胤連を晴気城から追放して晴気城を占領したため、今度は胤連が大内氏・龍造寺氏と結んで胤頼と抗争。胤頼は胤連や龍造寺隆信の攻撃を受けて、少弐氏が滅亡した際、東千葉家当主千葉胤頼は実兄少弐冬尚とともに自刃し滅亡。庶流の西千葉家（横岳千葉）の胤連が千葉家の惣領となる。胤連は龍造寺家や鍋島直茂（胤連の養子）の庇護を受け、胤連の実子・胤信ははじめ龍造寺隆信から「龍造寺」姓を、江戸時代には「鍋島」姓を賜って残った西千葉家は龍造寺氏に仕え、佐賀藩の部将として活動した。龍造寺隆信死後は、龍造寺家の実権を握った鍋島直茂が一時期、西千葉家の千葉胤連の養子だった縁もあり重用され、江戸時代には鍋島姓を与えられて、佐賀藩に家老として仕えた。

## 系図
```
太線は実子、細線は養子。
```

```
　　　　　　　　 
千葉頼胤

　　　　　　　　　　┣━━┓
　　　　　　　　　 
宗胤
　
胤宗

　　　　　　　┏━━┫　　┃
　　　　　　 
胤貞
　
胤泰
　
貞胤

　┏━━┳━━┫　　┃（
千葉氏
）

高胤
　
胤平
　
胤継
　
胤基

　　　　　（
千田氏
）┣━━┓
　　　　　　 　　　
胤鎮
　
胤紹

　　　　　　　┏━━┫　　┣━━┳━━┓
　　　　　　
元胤
　
教胤
　
胤朝
　
胤盛
　
胤将

　　　　　　　　　　　　　｜　　┃
　　 　　　　　　　　　　
胤資
　
興常

　　　　　　　┌──┬──┤　　┃
　　　　　　 
胤治
　
胤繁
　
胤勝
　
喜胤

　　　　　　　　　　　　　┃　　｜
　　　　　　　　　　　　 
胤連
　
胤頼

　　　　　　　　　　　　　┃　　┃
　　　　　　　　　　　　 
胤信
　
胤誠
```